# کبک (تنسی)
کبک (به انگلیسی: Quebeck) یک منطقهٔ مسکونی در ایالات متحده آمریکا است که در شهرستان وایت، تنسی واقع شده‌است. کبک ۲۷۴٫۰۲ متر بالاتر از سطح دریا واقع شده‌است.